# Actinostrobus pyramidalis
Actinostrobus pyramidalis — вид хвойних рослин родини кипарисових.

## Поширення, екологія
Країни проживання: Австралія (Західна Австралія). Росте на висотах між 50 і 300 м над рівнем моря. Цей невеликий кущ або невелике дерево, як правило, можна знайти на піщаних ґрунтах в низьких місцях, які схильні до зимового затоплення.

## Морфологія
Вузько конічний кущ або невелике дерево до 8 м заввишки з прямовисними, тісно розташованими гілками. Кора коричнева, гладка. Листки на молодих рослинах часто сизі, 7–8 мм довжиною, рідко залишаються на зрілих деревах. На дорослих рослинах листки лускоподібні, яйцюваті, до 12 мм довжиною, в 6 рядів, темно-зелені. Чоловічі шишки циліндричні, 3–5 мм завдовжки, діаметром 1,5–2 мм, з 16–18 яйцюватими лусками; мікроспорофілів 2–4. Жіночі шишки від кулястих до яйцеподібних, округлі або тупі, на короткій ніжці, сіро-коричневі, 12–15 мм діаметром. Насіння рудувато- або жовтувато-коричневе, смолисте, 5–7 мм довжиною; крила 1,5–1,9 мм шириною. Сім'ядолі 2, синьо-зелені, 9–15 мм довжиною 1,5–2 мм шириною. 2n = 22.

## Використання
Може бути посаджений локально як декоративний.

## Загрози та охорона
В даний час, ніяких конкретних загроз цьому виду не було визначено, хоча великі площі ареалу в минулому були перетворені для сільського господарства, скотарства та міського розвитку.